# Опдајк Вест (Тексас)
Опдајк Вест (енгл. Opdyke West) град је у америчкој савезној држави Тексас. По попису становништва из 2010. у њему је живело 174 становника.

## Демографија
Према попису становништва из 2010. у граду је живело 174 становника, што је 14 (7,4%) становника мање него 2000. године.
| Група             | 2000.       | 2010.      |
| Белци             | 119 (63,3%) | 84 (48,3%) |
| Афроамериканци    | 0 (0,0%)    | 8 (4,6%)   |
| Азијати           | 0 (0,0%)    | 0 (0,0%)   |
| Хиспаноамериканци | 62 (33,0%)  | 77 (44,3%) |
| Укупно            | 188         | 174        |